# Brachydesmus dadayi
Brachydesmus dadayi är en mångfotingart som beskrevs av Karl Wilhelm Verhoeff 1895. Brachydesmus dadayi ingår i släktet Brachydesmus och familjen plattdubbelfotingar.

## Underarter
Arten delas in i följande underarter:
- B. d. brusenicus
- B. d. frondicola